# Rhyncophoromyia maculineura
Rhyncophoromyia maculineura är en tvåvingeart som beskrevs av Borgmeier 1959. Rhyncophoromyia maculineura ingår i släktet Rhyncophoromyia och familjen puckelflugor. Inga underarter finns listade i Catalogue of Life.